# 薩托里烏斯角

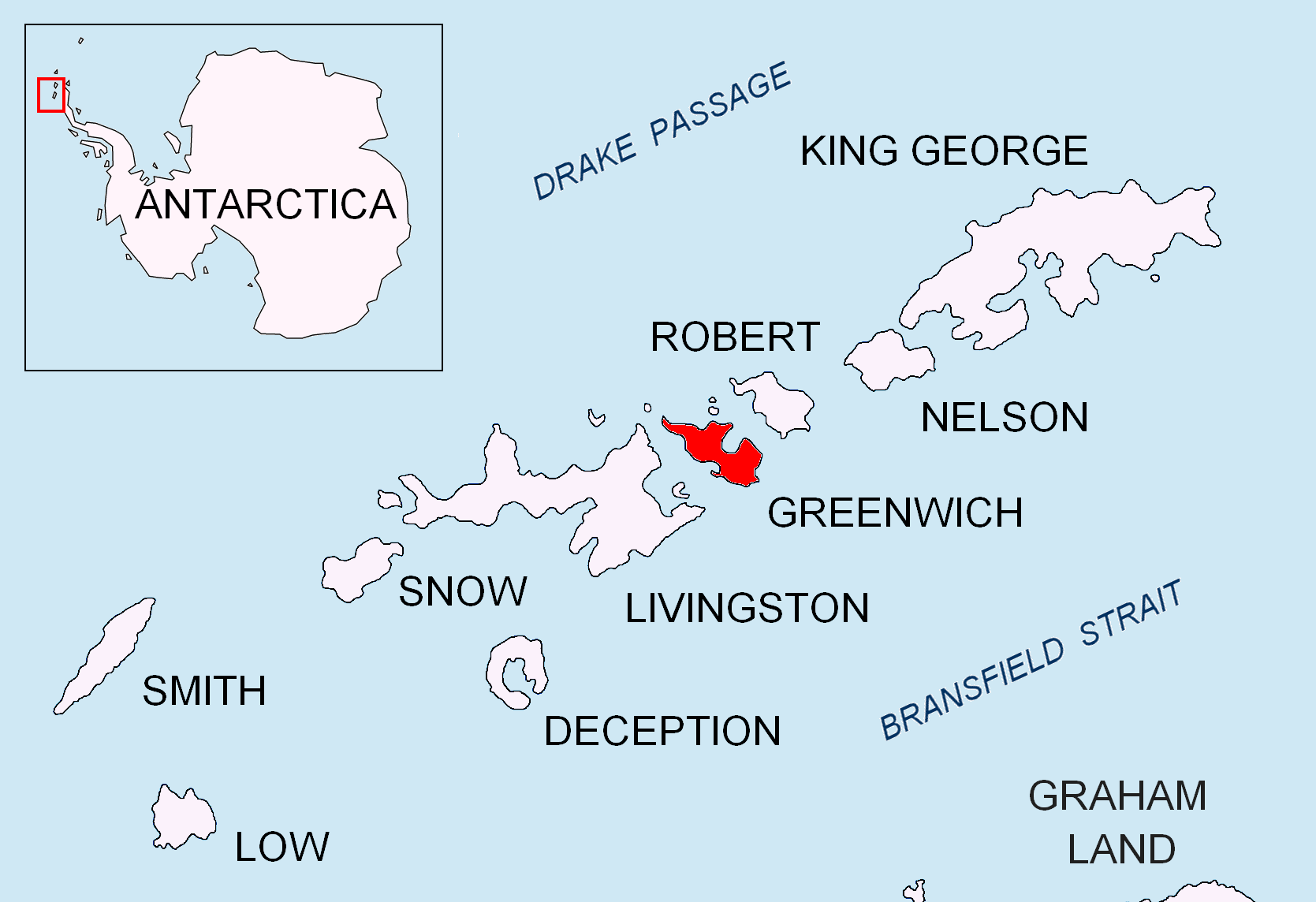

薩托里烏斯角（英語：Sartorius Point）是南極洲的海岬，位於南设得兰群岛中格林尼治島最南端，處於福特角西南面4.56公里和雷納角東北面9.47公里，以英國海軍上將命名。

## 外部連結
- SCAR Composite Antarctic Gazetteer（页面存档备份，存于）.